# Ivan Malenica
Ivan Malenica (ur. 21 lipca 1985 w Szybeniku) – chorwacki polityk, prawnik, nauczyciel akademicki i samorządowiec, od 2019 do 2020 minister administracji publicznej, w latach 2020–2024 minister sprawiedliwości i administracji publicznej.

## Życiorys
W 2004 ukończył szkołę średnią w rodzinnej miejscowości, a w 2008 studia prawnicze na Uniwersytecie w Splicie. Kształcił się następnie na studiach doktoranckich na Uniwersytecie w Zagrzebiu. Od 2008 zawodowo związany z Veleučilište u Šibeniku, uczelnią techniczną w Szybeniku. W 2016 został starszym wykładowcą i przewodniczącym rady uczelni, a w 2017 objął stanowisko dziekana.
W 2004 wstąpił do Chorwackiej Wspólnoty Demokratycznej (HDZ), został przewodniczącym krajowego komitetu partii do spraw administracji publicznej i władz lokalnych. W latach 2009–2017 zasiadał w radzie żupanii szybenicko-knińskiej.
W lipcu 2019 w trakcie rekonstrukcji gabinetu objął urząd ministra administracji publicznej w rządzie Andreja Plenkovicia. W 2020 z listy HDZ został wybrany na posła do Zgromadzenia Chorwackiego. W lipcu tegoż roku w drugim gabinecie dotychczasowego premiera powołany na ministra sprawiedliwości i administracji publicznej. W 2024 utrzymał mandat deputowanego na kolejną kadencję. W maju tego samego roku zakończył pełnienie funkcji ministra.